# أنديرس اولوفسون
أنديرس اولوفسون (بالسويدية: Anders Olofsson) هو سائق سيارة سباق ومهندس سويدي، ولد في 31 مارس 1952، وتوفي في 22 يناير 2008.

## روابط خارجية
- أنديرس اولوفسون على موقع DriverDB.com (الإنجليزية)